# Ildefonso López
Ildefonso López – paragwajski piłkarz, napastnik.
Jako piłkarz klubu Club Guaraní wziął udział w turnieju Copa América 1921, gdzie Paragwaj zajął ostatnie, czwarte miejsce. López zagrał we wszystkich trzech meczach - z Urugwajem (zdobył bramkę), Brazylią i Argentyną.
Rok później wziął udział w turnieju Copa América 1922, gdzie Paragwaj został wicemistrzem Ameryki Południowej. López zagrał w czterech meczach - z Brazylią, Chile (zdobył bramkę), Argentyną i w decydującym o mistrzostwie barażu z Brazylią.
Nadal jako gracz klubu Guaraní wziął udział w turnieju Copa América 1923, gdzie Paragwaj zajął trzecie miejsce. López zagrał we wszystkich trzech meczach - z Argentyną, Urugwajem i Brazylią (zdobył zwycięską bramkę).
Czwarty raz z rzędu w mistrzostwach kontynentalnych wziął udział podczas turnieju Copa América 1924, gdzie Paragwaj zajął ponownie trzecie miejsce. López zagrał w dwóch meczach - z Argentyną i Chile (zdobył 2 bramki). Zdobycie dwóch bramek wystarczyło, by został jednym z trzech wicekrólów strzelców turnieju.
Piąty i ostatni raz w mistrzostwach kontynentalnych wziął udział podczas turnieju Copa América 1926, gdzie Paragwaj zajął czwarte miejsce. López zagrał w dwóch meczach - z Boliwią (zdobył bramkę) i Chile.
Razem z klubem Guaraní dwukrotnie zdobył tytuł mistrza Paragwaju - w 1921 i 1923 roku.